# Catocala californiensis
Catocala californiensis là một loài bướm đêm thuộc họ Erebidae. Nó được tìm thấy ở miền nam California.
Con trưởng thành bay từ tháng 6 đến tháng 7. Có thể có một lứa một năm.
Ấu trùng ăn Quercus turbinella.